# Blake Wheeler
Blake James Wheeler, jednostavnije Blake Wheeler (Plymouth, Minnesota, 31. kolovoza 1986.) američki je profesionalni hokejaš na ledu. Desnoruki je napadač i igra na poziciji desnog krila. Trenutačno nastupa za momčad Boston Bruins u National Hockey League (NHL).

## National Hockey League
Kao velika srednjoškolska zvijezda i nadareni strijelac Wheeler je jednu sezonu proveo u United States Hockey League (USHL) momčadi Green Bay Gamblers, prije 3-godišnjeg školovanja na sveučilištu Minnesota i igranja za njihovu hokejašku momčad u NCAA-u. Premda su ga Phoenix Coyotesi birali na draftu 2004. kao ukupno peti izbor drafta, dvije strane nisu se mogle dogovoriti oko detalja njegovog ugovora i Wheeler je postao nezaštićen slobodan igrač. 

### Boston Bruins
U srpnju 2008. odabrao je Boston Bruinse kao klub za nastavak svoje karijere u National Hockey League. Već prvog dana sezone, 10. listopada 2008. debitirao je pogotkom u Denveru gdje je Boston na kraju svladao domaći Colorado s 5:4. Svoj prvi hat-trick karijere Wheeler je upisao sljedećeg mjeseca, 7. studenog u pobjedi Bostona 5:2 protiv Toronta. U jubilarnoj 100. pobjedi Bostona u Montrealu, gledajući samo dvoboje regularnog dijela sezone, Wheeler je donio slavlje Bruinsima nakon što je jedini bio uspješan pri izvođenju kaznenih udaraca. Dva dan prije Badnjaka, 22. studenog 2008. s dva je pogotka, bio jedan od boljih igrača Bruinsa u pobjedi 6:3 nad St. Louisom., a nekoliko dana poslije također s dva pogotka donio slavlje Bostonu nad Carolinom. Wheeler je za potvrdu prvog mjesta Istoka Bruinsa, 5. travnja 2009. postigao jedini gol na utakmici protiv NY Rangersa u Bostonu. Ukupno je u prvoj profesionalnoj NHL sezoni osvojio 45 bodova (21 gol, 24 asistencije) u 81 utakmici. 

## Statistika karijere

### Klupska statistika
| 2004./05.        | Green Bay Gamblers    | USHL             | 58  | 19 | 28 | 47 | 43  | — | — | — | — | — |
| 2005./06.        | Sveučilište Minnesota | NCAA             | 39  | 9  | 14 | 23 | 41  | — | — | — | — | — |
| 2006./07.        | Sveučilište Minnesota | NCAA             | 44  | 18 | 20 | 38 | 42  | — | — | — | — | — |
| 2007./08.        | Sveučilište Minnesota | NCAA             | 44  | 15 | 20 | 35 | 72  | — | — | — | — | — |
| 2008./09.        | Boston Bruins         | NHL              | 81  | 21 | 24 | 45 | 46  | 8 | 0 | 0 | 0 | 0 |
| Sveukupno - USHL | Sveukupno - USHL      | Sveukupno - USHL | 58  | 19 | 28 | 47 | 43  | — | — | — | — | — |
| Sveukupno - NCAA | Sveukupno - NCAA      | Sveukupno - NCAA | 127 | 42 | 54 | 96 | 155 | — | — | — | — | — |
| Sveukupno - NHL  | Sveukupno - NHL       | Sveukupno - NHL  | 82  | 21 | 24 | 45 | 46  | 8 | 0 | 0 | 0 | 0 |

## Vanjske poveznice
- Profil na Legends of Hockey.net
- Profil na The Internet Hockey Database